# 中國藝術金融
中國藝術金融控股有限公司，簡稱中國藝術金融控股，以及中國藝術金融（英語：China Art Financial Holdings Limited，港交所：1572），由創辦人及主席范志軍，於總部江蘇宜興，在2004年，和2007年，分別成立「江蘇和信典當有限公司」和「江蘇和信拍賣有限公司」。
業務在中國內地經營藝術品及資產貸款和拍賣行業。
而該股份在2016年11月8日於港交所主板上市。根據招股書資料，全球發售為4億股，而招股價為0.75港元，而集資額為3億港元，而該股份則引入保利投資控股和江蘇中超集團作為基礎投資者，金額為1500萬美元。2021年4月，范志軍辞去行政總裁一職，唐贊宸已獲委任接替。

## 外部連結
- cnartfin.com.hk（页面存档备份，存于）
- cnartfin.com（页面存档备份，存于）